# منقاليا
منقاليا (بالرومانية: Mangalia، تنطق: [maŋˈɡali.a]، وبالعثمانية: منقاليا)، المعروفة قديماً باسم كالياتيس (باليونانية: Κάλλατις/Καλλατίς؛ وأسماء تاريخية أخرى منها بانغاليا، بانغليكارا، وتوميسوفارا)، هي مدينة وميناء تقع على ساحل البحر الأسود في جنوب شرق مقاطعة كونستانتسا، ضمن منطقة دبرجيا الشمالية في رومانيا.
تتولى بلدية منقاليا إدارة عدة منتجعات شاطئية صيفية، منها كاب أورورا، وجوبيتر، ونبتون، وأوليمب، وساتورن، وفينوس.

## تاريخ
تأسست المستعمرة اليونانية كالياتيس في القرن السادس قبل الميلاد على يد مدينة هيراكليا بونتيكا. وكحال المدن اليونانية الأخرى الواقعة على الساحل القريب، تحولت إلى مدينة-دولة يونانية ذات إقليم خاص بها (تشورا)، والذي شمل المستوطنة المحصنة ألبيستي الواقعة على بعد 15 كيلومترًا. سُكّت أولى عملاتها الفضية حوالي عام 350 قبل الميلاد. غزا المقدونيون المنطقة بدءًا من عام 339 قبل الميلاد، وثار سكان كالياتيس والمدن اليونانية المجاورة ضدهم، مما أدى إلى حصار المدينة بين عامي 313 و311 قبل الميلاد على يد ليسيماخوس وإعادة احتلالها.
في عام 72 قبل الميلاد، غزا الجنرال الروماني لوكولوس كالياتيس، وأُدرجت ضمن مقاطعة موسيا السفلى الرومانية. خلال القرن الثاني الميلادي، شُيدت في المدينة تحصينات دفاعية، واستمر سك العملة في عهد الإمبراطورين الرومانيين سبتيميوس سيفيروس وكارا كالا. تعرضت كالياتيس لعدة غزوات في القرن الثالث الميلادي لكنها تعافت في القرن الرابع لتستعيد مكانتها كمركز تجاري هام ومدينة ميناء. كانت المدينة تحت حكم الإمبراطورية البلغارية الأولى من القرن السابع حتى القرن الحادي عشر.
استمرت مدينة كالياتيس تحت هذا الاسم حتى منتصف القرن السابع، وعادت الحياة فيها من القرن العاشر. في القرن الثالث عشر، عُرفت باسم بانغاليا. أطلق عليها الفلاق [الإنجليزية] اسم توميسوفارا، بينما سماها اليونانيون بانغليكارا. اكتسبت المدينة اسمها الحالي (منقاليا) اعتبارًا من القرن السادس عشر.
كانت مدينة منقاليا جزءًا من بلغاريا وفقًا لمعاهدة سان ستيفانو بين مارس ويوليو عام 1878. وفي يوليو من نفس العام، عدل مؤتمر برلين معاهدة سان ستيفانو، حيث تم تحديد الحدود بين بلغاريا ورومانيا في دبرجيا بموجب المادة السادسة والأربعين، بأنها "خط يبدأ من شرق سيلسترا وينتهي عند البحر الأسود جنوب منقاليا."

## المناخ
يظهر الجدول التالي التغييرات المناخية على مدار السنة لمانغالايا:
| البيانات المناخية لـمانغالايا     | البيانات المناخية لـمانغالايا | البيانات المناخية لـمانغالايا | البيانات المناخية لـمانغالايا | البيانات المناخية لـمانغالايا | البيانات المناخية لـمانغالايا | البيانات المناخية لـمانغالايا | البيانات المناخية لـمانغالايا | البيانات المناخية لـمانغالايا | البيانات المناخية لـمانغالايا | البيانات المناخية لـمانغالايا | البيانات المناخية لـمانغالايا | البيانات المناخية لـمانغالايا | البيانات المناخية لـمانغالايا |
| الشهر                             | يناير                         | فبراير                        | مارس                          | أبريل                         | مايو                          | يونيو                         | يوليو                         | أغسطس                         | سبتمبر                        | أكتوبر                        | نوفمبر                        | ديسمبر                        | المعدل السنوي                 |
| --------------------------------- | ----------------------------- | ----------------------------- | ----------------------------- | ----------------------------- | ----------------------------- | ----------------------------- | ----------------------------- | ----------------------------- | ----------------------------- | ----------------------------- | ----------------------------- | ----------------------------- | ----------------------------- |
| متوسط درجة الحرارة الكبرى °م (°ف) | 5 (41)                        | 6 (43)                        | 9 (48)                        | 13 (55)                       | 19 (66)                       | 23 (73)                       | 26 (79)                       | 26 (79)                       | 22 (72)                       | 17 (63)                       | 11 (52)                       | 7 (45)                        | 15 (59)                       |
| متوسط درجة الحرارة الصغرى °م (°ف) | −2 (28)                       | −1 (30)                       | 2 (36)                        | 7 (45)                        | 12 (54)                       | 16 (61)                       | 18 (64)                       | 18 (64)                       | 14 (57)                       | 10 (50)                       | 4 (39)                        | 1 (34)                        | 8 (46)                        |
| المصدر: Weatherbase               |                               |                               |                               |                               |                               |                               |                               |                               |                               |                               |                               |                               |                               |

## توأمة
لمانغالايا اتفاقيات توأمة مع كل من:
- بيران
- بلجق [الإنجليزية]‏
- General Toshevo [الإنجليزية]‏
- لافريو
- فوندي
- بورتو فيرو
- سانتا سيفيرينا
- ستروغا
- غرينبورت

## أعلام
- إينا
- كلوديا بيفل
- ساتيروس المشاء
- دينيس أليبيك
- فلورين بيجان